# The Clovers
The Clovers es una banda vocal norteamericana de rhythm and blues/doo-wop que alcanzaron gran notoriedad durante la década de 1950. Su mayor éxito fue el sencillo "Love Potion No. 9", de los compositores Jerry Leiber y Mike Stoller, publicado en 1959.

## Historia

### Inicios
El grupo fue fundado en Washington D. C. en 1946 originalmente por Harold Lucas, Billy Shelton, Thomas Woods y John "Buddy" Bailey bajo el nombre de "The Four Clovers". Billy Shelton fue reemplazado en 1948 por Matthew McQuater. Con esta formación comenzaron a realizar sus primeras actuaciones, presentándose en varios concursos de talentos. Poco después se les unió Harold Winley, que sustituyó a Woods. En 1950 publicaron su primer sencillo, "Yes Sir, That's My Baby" / "When You Come Back to Me" con la discográfica Rainbow Records, gracias a los contactos de Lou Krefetz, un distribuidor de discos que los representó como mánager. A finales de ese mismo año se les unió el guitarrista Bill Harris y en febrero de 1951 firmaron con la discográfica Atlantic Records.

### Éxito comercial
El 22 de febrero de 1951, tras ser presentados en el Teatro Apollo de Harlem, The Clovers comenzaron sus primeras sesiones de grabación para Atlantic, que incluyeron la composición de Ahmet Ertegun, "Don't You Know I Love You", cuyo sencillo logró entrar en el top 10 de las listas norteamericanas de R&B, allanando el terrero para su segundo sencillo "Fool, Fool, Fool", publicado en agosto de 1951, que alcanzó la primera posición. 
El vocalista principal de la banda, Buddy Bailey, fue llamado a filas a finales de agosto de 1951 y fue sustituido en principio por John Phillip, que a su vez fue sustituido por Charlie White, quien ya había formado parte de otros grupos vocales como The Dominoes y The Checkers. En 1952 "Ting-A-Ling" alcanzó el número 2 de la lista Billboard R&B Chart, y "One Mint Julep" y "Middle of the Night" entraron en el top 10. "Good Lovin'" y "Little Mama" / "Lovey Dovey" lo hiciron en 1953. A finales de ese mismo año, el cantante Billy Mitchel se unió al grupo como vocalista principal. En 1954 entraron en lista sencillos como "I've Got My Eyes On You", "Your Cash Ain't Nothin' But Trash" y "Lovey Dovey".
The Clovers continuaron grabando con Mitchel como vocalista principal y publicaron en febrero de 1955 una exitosa versión de Blue Velvet, el tema de Bernie Wayne popularizado unos años antes por Tony Bennett, que alcanzó el puesto número 14 de la lista Billboard. En 1956 publicaron "Devil or Angel" y "Love, Love, Love", ambos en el top 10 de las listas de éxitos. En abril de 1957 Quincy Jones arrangló cinco temas para la banda, de los que dos de ellos, "So Young" y "I I I Love You", fueron publicados como doble cara A de un mismo sencillo, mientras que los otros tres temas, "Pretty Pretty Eyes", "Baby Darling" y "Shakin'" quedaron inéditos. En junio, el mánager Lou Krefetz abandonó Atlantic Records para fundar su propia compañía, Poplar Records, y se llevó al vocalista Billy Mitchel para lanzar su carrera en solitario. El resto de la banda fichó por el nuevo sello en mayo de 1958, sin embargo Poplar Records fue adquirida en 1959 por United Artists.

The Clovers, ahora parte de United Artists, grabaron su primer tema con su nueva compañía en junio de 1959. El resultado fue "Love Potion No. 9", compuesto por Jerry Leiber y Mike Stoller, con Billy Mitchell como vocalista principal, que fue publicado en el mes de julio y que se convirtió en el mayor éxito comercial de la banda, alcanzando el puesto 23 de la lista Billboard Hot 100 en noviembre de 1959.

### Etapa posterior

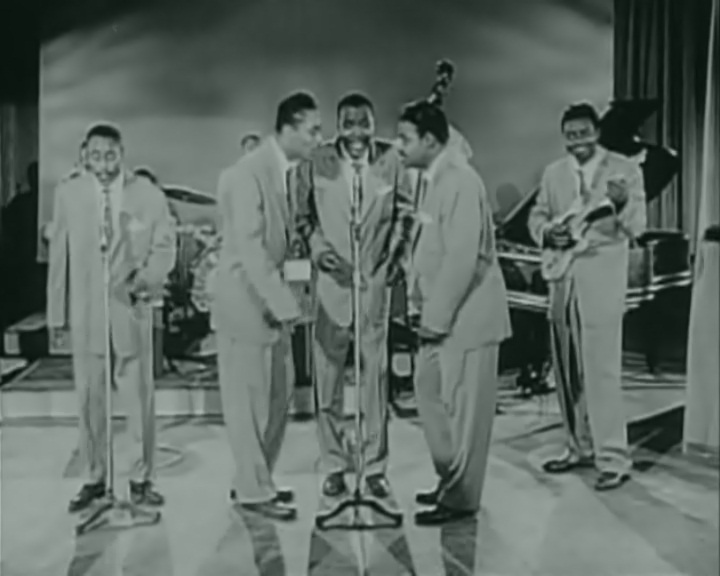
The Clovers actuando en el Teatro Apollo (1955)

En 1961 el contrato con United Artists expiró y la banda firmó con Winley Records. Esta compañía discográfica había sido creada en 1956 por Big Joe Turner, Ruth Brown y Paul Winley, hermano del bajista de The Clovers, Harold Winley (Paul había escrito algunas canciones para el grupo, antes de crear su discográfica). Sin embargo, el grupo se dividió. Por una parte John "Buddy" Bailey continuó en Winley Records, lanzando en 1961 el sencillo "They're Rockin Down the Street" / "Be My Baby" bajo el nombre "The Fabulous Clovers". Por otra parte, Harold Lucas y Billy Mitchell formaron un nuevo cuarteto con James "Toy" Walton y Robert Russell, grabando cuatro temas para Atlantic Records en octubre de 1961 manteniendo el nombre de The Clovers. Mitchell dejó la nueva formación en 1962 y fue sustituido por Roosevelt "Tippie" Hubbard, con quien fueron grabados varios discos usando los nómbres de "Tippie and the Clovermen" y "Tippie and the Clovers" con Tiger Records, una subsidiaria de Rust Records. En diciembre de 1962 el tema "Bossa Nova Baby" (escrito por Leiber y Stoller) fue lanzado como "Tippie and the Clovers". El grupo liderado por John Bailey, formado por Nathaniel Bouknight, Peggy Winley Mills (hermana de Paul y Harold Winley) y Ann Winley (esposa de Paul), grabó con Porwin Records, otro sello propiedad de Winley, el sencillo "One More time" / "Stop Pretending", lanzando en junio de 1963 bajo el nombre de "The Clovers con Buddy Bailey". A finales de 1963, John Bailey y Harold Winley recompusieron The Clovers en forma de trío, formación que duró poco más de un año y que fue disuelta tras una actuación en el Teatro Apollo el 1 de enero de 1965.
Tras el éxito de la versión de "Love Potion No. 9" realizada por el grupo británico The Searchers a finales de 1964, fue publicado el álbum The Original Love Potion No. 9 en 1965 y Buddy Bailey y Harold Lucas trataron de aprovechar el momento para resucitar a la banda junto a Robert Russell y Jimmy Taylor, llegando a publicar un nuevo sencillo, "He Sure Could Hypnotize" / "Poor Baby" con Port Records. Sin embargo, el escaso éxito del lanzamiento frustró sus planes y el grupo volvió a disolverse ese mismo año.
En 1966, Lucas, Russell, Tippie Hubbard y Toy Walton, junto a un quinto nuevo miembro, Al Fox, grabaron cuatro temas bajo el nombre de "Tippie and The Wisemen" para Shrine Records. Ese mismo año, la banda cambió su nombre por The Clovers. Harold Winley por su parte, fundó en 1968 una nueva banda junto a Bobby Adams, Johnny Taylor y Ray Loper, grabando para Josie Records el sencillo "Try My Lovin' On You" / "Sweet Side Of A Soulful Woman" que publicaron bajo el nombre de The Clovers.
Robert Russell falleció en 1969 y Lucas invitó a John Bowie a sustituirle en su formación. En octubre de 1975, Lucas, Tippie Hubbard, Toy Walton y Bowie publicaron el tema disco, "Bump Jive" con Aladdin Records como The Clovers. Poco después, Walton falleció. Con diferentes formaciones, la banda continuó grabando y actuando durante los siguientes años. Roosevelt "Tippie" Hubbard murió en 1982 y Bill Harris en 1988. En 1989, The Clovers recibieron el Pioneer Award otorgado por la Rhythm and Blues Foundation.

## Premios y reconocimientos
- 1989 Pioneer Award otorgado por la Rhythm and Blues Foundation.[8]
- 1991 United in Group Harmony (UGHA) Hall of Fame.
- 2002 Salón de la Fama de los Grupos Vocales.[9]
- 2003 Salón de la Fama del Doo Wop.[10]
- 2013 Salón de la Fama del Rhythm & Blues.